# 源経基
源 経基（みなもと の つねもと、源 經基）は、平安時代中期の皇族・武将。経基流清和源氏の初代。
『保元物語』によれば、父は清和天皇の第6皇子・貞純親王で、母は右大臣・源能有の娘。皇族に籍していたとき「六孫王」と名乗ったとされるが、当時の文献には見られない。居館は六宮とも八条御所ともいう。

## 生涯
太政大臣・藤原忠平の治世下の承平8年（938年）武蔵介として現地に赴任する。同じく赴任した武蔵権守・興世王と共に赴任早々に検注 を実施すると、在地の豪族である足立郡司で判代官の武蔵武芝が正任国司の赴任以前には検注が行われない慣例になっていたことから検注を拒否したために、経基らは兵を繰り出して武芝の郡家を襲い、略奪を行った。
この話を聞きつけた下総国の平将門が私兵を引き連れて武芝の許を訪れると、経基らは妻子を伴い、武装して比企郡の狭服山へ立て籠もった。その後、興世王は山を降りて武蔵国府にて将門・武芝らを引見したが、経基は不服であるとしてなお山に留まった。府中では双方の和解が成立して酒宴が行われていたが、その最中に武芝の兵が勝手に経基の営所を包囲する。経基は将門らに殺害されるものと思い込み、あわてて京へ逃げ帰り、将門・興世王・武芝が謀反を共謀していると朝廷に誣告した。しかし将門らが天慶2年（939年）5月2日付で常陸・下総・下野・武蔵・上野5カ国の国府の「謀反は事実無根」との証明書を藤原忠平へ送ると、将門らの申し開きが認められ、逆に経基は讒言の罪によって左衛門府に拘禁された。
天慶2年（939年）11月、将門が常陸国府を占領、その後も次々と国府を襲撃・占領し、同年12月に上野国府にて「新皇」を僭称して勝手に坂東諸国の除目を行うと、以前の誣告が現実となった事によって経基は晴れて放免されるばかりか、それを功と見なされて従五位下に叙せられた。その後、征東大将軍・藤原忠文の副将の一人に任ぜられ、将門の反乱の平定に向かうが既に将門が追討された事を知り帰京。
天慶4年（941年）に追捕凶賊使となり、小野好古とともに藤原純友の乱の平定に向かうが、ここでも既に好古によって乱は鎮圧されており、純友の家来 桑原生行を捕らえるにとどまった。武蔵・信濃・筑前・但馬・伊予の国司を歴任し、最終的には鎮守府将軍にまで上り詰めた。
晩年、臣籍降下を命じられたことに憤慨していたというが、同時代の藤原忠平の日記『貞信公記』の天慶2年（939年）3月3日付に「源経基、武蔵の事を告げ言う。」と記されているのもあり、経基が果たして皇族であった時期があったかどうか疑問視もされている。ただしこの記述については、忠平の子・藤原実頼が抄録した際に源姓を書き入れたとする説もある。
勅撰歌人であり、『拾遺和歌集』に2首が採録されている。
嫡子の源満仲が建立したという六孫王神社（京都府京都市南区）に祀られている。元禄14年（1701年）には正一位を贈位されている。

### 生没年について
『尊卑分脈』では応和元年（961年）に45歳で卒去したとある事から、逆算して生年は延喜17年（917年）生まれとなる。また、『勅撰作者部類』には天徳2年（958年）に同じ45歳で卒去したとある事から延喜14年（914年）生まれとされているが、いずれも長男・満仲より後に生まれた事になる。『系図纂要』には寛平9年（897年）2月12日生まれとあり、もしこの説が正しければ15歳の時に満仲を儲けた事になり妥当にも思えるが、今度は、2世源氏でありながら40歳をすぎても五位にも叙せられなかった事になり不自然であるほか、同書は幕末期の編纂物であり単に矛盾に気づいた系図家などが手を加えた産物である可能性があるから、通常の歴史学の手法による限りこれを根拠とすることはできない。その他、『諏訪家譜』では寛平2年（890年）2月13日生まれ、『一本武田系図』では寛平5年（893年）6月10日生まれともされている。清和源氏の祖でありながら歴史の表舞台に登場したのが僅か7、8年に過ぎない事もあって正確な生没年は未詳である。
先述の藤田佳希は同論文で、貞純親王の没年と子の源満仲の生年から、遅くとも延喜元年（901年）には生まれていたと計算した。

## 官歴
- 承平8年（938年） 2月：見武蔵介[6]
- 天慶3年（940年） 正月9日：従五位下[7][8][9]。3月9日：大宰少弐[10][11]
- 天慶9年（946年） 11月21日：見大宰少弐[12]

## 系図
|                     |                     |                     |                     |                     |                     |  |  |                     |                     |                     |                     |                     |                     |  |  |             |             |             |             |             |             |  |  |                       |                       |                       |                       |                       |                       |  |  |                     |                     |                     |                     |                     |                     |  |  |  |  |  |  |  |  |  |  |  |  |  |  |  |  |  |  |  |  |  |  |  |  |  |  |
| 54 仁明天皇         |                     |                     |                     |                     |                     |  |  |                     |                     |                     |                     |                     |                     |  |  |             |             |             |             |             |             |  |  |                       |                       |                       |                       |                       |                       |  |  |                     |                     |                     |                     |                     |                     |  |  |  |  |  |  |  |  |  |  |  |  |  |  |  |  |  |  |  |  |  |  |  |  |  |  |
|                     |                     |                     |                     |                     |                     |  |  |                     |                     |                     |                     |                     |                     |  |  |             |             |             |             |             |             |  |  |                       |                       |                       |                       |                       |                       |  |  |                     |                     |                     |                     |                     |                     |  |  |  |  |  |  |  |  |  |  |  |  |  |  |  |  |  |  |  |  |  |  |  |  |  |  |
|                     |                     |                     |                     |                     |                     |  |  |                     |                     |                     |                     |                     |                     |  |  |             |             |             |             |             |             |  |  |                       |                       |                       |                       |                       |                       |  |  |                     |                     |                     |                     |                     |                     |  |  |  |  |  |  |  |  |  |  |  |  |  |  |  |  |  |  |  |  |  |  |  |  |  |  |
| 55 文徳天皇         | 55 文徳天皇         | 55 文徳天皇         | 55 文徳天皇         | 55 文徳天皇         | 55 文徳天皇         |  |  |                     |                     |                     |                     |                     |                     |  |  | 58 光孝天皇 | 58 光孝天皇 | 58 光孝天皇 | 58 光孝天皇 | 58 光孝天皇 | 58 光孝天皇 |  |  | 人康親王              | 人康親王              | 人康親王              | 人康親王              | 人康親王              | 人康親王              |  |  |                     |                     |                     |                     |                     |                     |  |  |  |  |  |  |  |  |  |  |  |  |  |  |  |  |  |  |  |  |  |  |  |  |  |  |
| 55 文徳天皇         | 55 文徳天皇         | 55 文徳天皇         | 55 文徳天皇         | 55 文徳天皇         | 55 文徳天皇         |  |  |                     |                     |                     |                     |                     |                     |  |  | 58 光孝天皇 | 58 光孝天皇 | 58 光孝天皇 | 58 光孝天皇 | 58 光孝天皇 | 58 光孝天皇 |  |  | 人康親王              | 人康親王              | 人康親王              | 人康親王              | 人康親王              | 人康親王              |  |  |                     |                     |                     |                     |                     |                     |  |  |  |  |  |  |  |  |  |  |  |  |  |  |  |  |  |  |  |  |  |  |  |  |  |  |
|                     |                     |                     |                     |                     |                     |  |  |                     |                     |                     |                     |                     |                     |  |  |             |             |             |             |             |             |  |  |                       |                       |                       |                       |                       |                       |  |  |                     |                     |                     |                     |                     |                     |  |  |  |  |  |  |  |  |  |  |  |  |  |  |  |  |  |  |  |  |  |  |  |  |  |  |
| 56 清和天皇         | 56 清和天皇         | 56 清和天皇         | 56 清和天皇         | 56 清和天皇         | 56 清和天皇         |  |  | 惟喬親王            | 惟喬親王            | 惟喬親王            | 惟喬親王            | 惟喬親王            | 惟喬親王            |  |  | 59 宇多天皇 | 59 宇多天皇 | 59 宇多天皇 | 59 宇多天皇 | 59 宇多天皇 | 59 宇多天皇 |  |  | 藤原基経妻            | 藤原基経妻            | 藤原基経妻            | 藤原基経妻            | 藤原基経妻            | 藤原基経妻            |  |  |                     |                     |                     |                     |                     |                     |  |  |  |  |  |  |  |  |  |  |  |  |  |  |  |  |  |  |  |  |  |  |  |  |  |  |
| 56 清和天皇         | 56 清和天皇         | 56 清和天皇         | 56 清和天皇         | 56 清和天皇         | 56 清和天皇         |  |  | 惟喬親王            | 惟喬親王            | 惟喬親王            | 惟喬親王            | 惟喬親王            | 惟喬親王            |  |  | 59 宇多天皇 | 59 宇多天皇 | 59 宇多天皇 | 59 宇多天皇 | 59 宇多天皇 | 59 宇多天皇 |  |  | 藤原基経妻            | 藤原基経妻            | 藤原基経妻            | 藤原基経妻            | 藤原基経妻            | 藤原基経妻            |  |  |                     |                     |                     |                     |                     |                     |  |  |  |  |  |  |  |  |  |  |  |  |  |  |  |  |  |  |  |  |  |  |  |  |  |  |
|                     |                     |                     |                     |                     |                     |  |  |                     |                     |                     |                     |                     |                     |  |  |             |             |             |             |             |             |  |  |                       |                       |                       |                       |                       |                       |  |  |                     |                     |                     |                     |                     |                     |  |  |  |  |  |  |  |  |  |  |  |  |  |  |  |  |  |  |  |  |  |  |  |  |  |  |
| 57 陽成天皇         | 57 陽成天皇         | 57 陽成天皇         | 57 陽成天皇         | 57 陽成天皇         | 57 陽成天皇         |  |  | 貞純親王            | 貞純親王            | 貞純親王            | 貞純親王            | 貞純親王            | 貞純親王            |  |  |             |             |             |             |             |             |  |  | 真寂法親王 (斉世親王) | 真寂法親王 (斉世親王) | 真寂法親王 (斉世親王) | 真寂法親王 (斉世親王) | 真寂法親王 (斉世親王) | 真寂法親王 (斉世親王) |  |  | 敦実親王            | 敦実親王            | 敦実親王            | 敦実親王            | 敦実親王            | 敦実親王            |  |  |  |  |  |  |  |  |  |  |  |  |  |  |  |  |  |  |  |  |  |  |  |  |  |  |
| 57 陽成天皇         | 57 陽成天皇         | 57 陽成天皇         | 57 陽成天皇         | 57 陽成天皇         | 57 陽成天皇         |  |  | 貞純親王            | 貞純親王            | 貞純親王            | 貞純親王            | 貞純親王            | 貞純親王            |  |  |             |             |             |             |             |             |  |  | 真寂法親王 (斉世親王) | 真寂法親王 (斉世親王) | 真寂法親王 (斉世親王) | 真寂法親王 (斉世親王) | 真寂法親王 (斉世親王) | 真寂法親王 (斉世親王) |  |  | 敦実親王            | 敦実親王            | 敦実親王            | 敦実親王            | 敦実親王            | 敦実親王            |  |  |  |  |  |  |  |  |  |  |  |  |  |  |  |  |  |  |  |  |  |  |  |  |  |  |
| 源清蔭 〔陽成源氏〕 | 源清蔭 〔陽成源氏〕 | 源清蔭 〔陽成源氏〕 | 源清蔭 〔陽成源氏〕 | 源清蔭 〔陽成源氏〕 | 源清蔭 〔陽成源氏〕 |  |  | 源経基 〔清和源氏〕 | 源経基 〔清和源氏〕 | 源経基 〔清和源氏〕 | 源経基 〔清和源氏〕 | 源経基 〔清和源氏〕 | 源経基 〔清和源氏〕 |  |  |             |             |             |             |             |             |  |  |                       |                       |                       |                       |                       |                       |  |  | 源雅信 〔宇多源氏〕 | 源雅信 〔宇多源氏〕 | 源雅信 〔宇多源氏〕 | 源雅信 〔宇多源氏〕 | 源雅信 〔宇多源氏〕 | 源雅信 〔宇多源氏〕 |  |  |  |  |  |  |  |  |  |  |  |  |  |  |  |  |  |  |  |  |  |  |  |  |  |  |
| 源清蔭 〔陽成源氏〕 | 源清蔭 〔陽成源氏〕 | 源清蔭 〔陽成源氏〕 | 源清蔭 〔陽成源氏〕 | 源清蔭 〔陽成源氏〕 | 源清蔭 〔陽成源氏〕 |  |  | 源経基 〔清和源氏〕 | 源経基 〔清和源氏〕 | 源経基 〔清和源氏〕 | 源経基 〔清和源氏〕 | 源経基 〔清和源氏〕 | 源経基 〔清和源氏〕 |  |  |             |             |             |             |             |             |  |  |                       |                       |                       |                       |                       |                       |  |  | 源雅信 〔宇多源氏〕 | 源雅信 〔宇多源氏〕 | 源雅信 〔宇多源氏〕 | 源雅信 〔宇多源氏〕 | 源雅信 〔宇多源氏〕 | 源雅信 〔宇多源氏〕 |  |  |  |  |  |  |  |  |  |  |  |  |  |  |  |  |  |  |  |  |  |  |  |  |  |  |
|                     |                     |                     |                     |                     |                     |  |  |                     |                     |                     |                     |                     |                     |  |  |             |             |             |             |             |             |  |  |                       |                       |                       |                       |                       |                       |  |  |                     |                     |                     |                     |                     |                     |  |  |  |  |  |  |  |  |  |  |  |  |  |  |  |  |  |  |  |  |  |  |  |  |  |  |
| 60 醍醐天皇         |                     |                     |                     |                     |                     |  |  |                     |                     |                     |                     |                     |                     |  |  |             |             |             |             |             |             |  |  |                       |                       |                       |                       |                       |                       |  |  |                     |                     |                     |                     |                     |                     |  |  |  |  |  |  |  |  |  |  |  |  |  |  |  |  |  |  |  |  |  |  |  |  |  |  |
|                     |                     |                     |                     |                     |                     |  |  |                     |                     |                     |                     |                     |                     |  |  |             |             |             |             |             |             |  |  |                       |                       |                       |                       |                       |                       |  |  |                     |                     |                     |                     |                     |                     |  |  |  |  |  |  |  |  |  |  |  |  |  |  |  |  |  |  |  |  |  |  |  |  |  |  |

## 系譜
- 父：貞純親王
- 母：源柄子 - 源能有女
- 妻：橘繁古女もしくは藤原敏有女
  - 男子：源満仲（912年? - 997年） - 号多田満仲
  - 男子：源満政 - 号八島大夫、村岡大夫
  - 男子：源満季
  - 男子：源満実
- 生母不明の子女
  - 男子：源満快 - 信濃源氏祖
  - 男子：源満生
  - 男子：源満重 - 源満成とも
  - 男子：源満頼 - 三男満季の子ともいわれる
  - 女子：源元亮室 - 源孝道ら母

藤原倫寧の母が経基女だという説がある。ただし『尊卑分脈』には倫寧母は恒基王の女とあり、道綱母の生年から推定される倫寧母は年齢的に満仲と姉弟だと考え難いという主張もある。

## 陽成天皇孫説とそれに対する反証

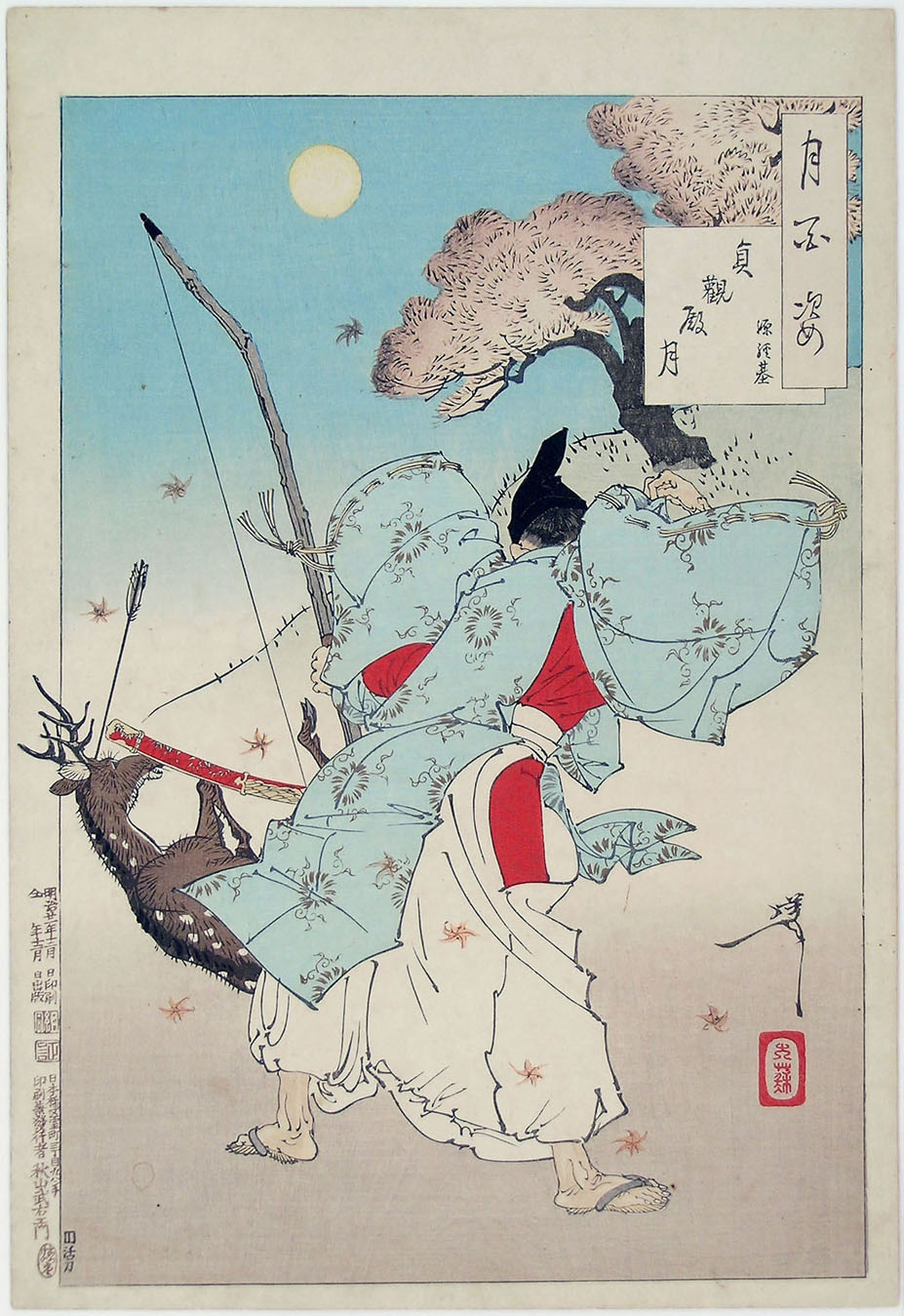
『貞観殿月』（月岡芳年『月百姿』）鹿を仕留める源経基

『尊卑分脈』等によると経基の孫とされる源頼信が誉田八幡宮に奉ったという告文（願文）の写しが石清水八幡宮田中家文書の中にある（石清水八幡宮田中家文書「源頼信告文案」古写）。それによると、源頼信は、八幡大菩薩すなわち応神天皇を自らの「二十二世の氏祖」であるとして、「先人新発、其先経基、其先元平親王、其先陽成天皇、其先清和天皇、（以下略）」と自らの祖を列記している。これに従うと、経基の父は清和天皇の皇子貞純親王ではなく陽成天皇の皇子元平親王となる。
この文書が明治30年代に発見されると、いわゆる「清和源氏」は実は「陽成源氏」ではないかとの説が星野恒によって唱えられた。星野説はその後黙殺に近い扱いを受けたが、昭和40年に竹内理三が支持した。しかしこの文書は写本であり、告文の裏面に校正したと但書きがあることから後世の偽作であると判明した。加えて、赤坂恒明は「清和出自説を否定しようとする星野恒の史料批判の方法や所論の展開には、今日の研究上の視点から見れば、従ひ難いものがある」と述べている。また、告文の内容は河内石川庄の相続順序に過ぎないとする説や、若くして父貞純親王が薨去したため、伯父の陽成上皇の猶子となったとも言われている。12世紀はじめに書かれた『大鏡』が武家源氏を清和天皇の末としている事もあり、なお旧説でよいとする人もいる。現在「陽成源氏説」を支持している学者は、星野のように荒唐無稽な史料批判や所論の展開をする（『大鏡』や『今昔物語』に清和天皇の末裔とあるのを後世の改竄と推察しているなど）か、竹内のように告文のみを事実として積極的に清和源氏説を否定するようなものではない。
日本歴史学会賞を受賞した藤田佳希の論文「源経基の出自と『源頼信告文』」（「日本歴史」2015年6月号）は、「源頼信告文」が後世の偽作であるとして、経基は貞純親王の子であり、その弟に経忠がいるとした。
赤坂恒明は、経基とその子孫が「貞観御後」、つまり清和天皇の末裔であると同時代に認識されていた事実は間違いないと証明した。『東山御文庫記録』甲二百七十四所収『叙位尻付抄』には、応徳4年（1087年）正月叙位の氏爵において、「貞観御後」の「源清宗」が叙爵されており、この清宗は『尊卑分脈』によれば源頼信の子・頼清の子あるいは孫とされている。また、内閣文庫所蔵『御即位叙位部類記』所収『頼業記』永治元年（1141年）12月26日の近衛天皇即位に伴う叙位において、「貞観御後」の「源基行」が叙爵されている。この基行は、『尊卑分脈』では源頼光の6世孫として見える。加えて、『大鏡』には「つぎのみかど、清和天皇と申けり。（中略）この御すゑぞかし、いまのよに源氏の武者のぞうは。それも、おほやけの御かためとこそはなるめれ」、『今昔物語』には「今昔、円融院ノ天皇ノ御代ニ、左ノ馬ノ頭源ノ満仲ト云フ人有リケリ。筑前守経基ト云ケル人ノ子也。（中略）水尾天皇（清和天皇）ノ近キ御後ナレバ（後略）」とあり、経基やその子孫が清和源氏であることを証明している。逆に、「元慶御後」あるいは「陽成源氏」といった用語が歴史上用いられたことは現在一度も確認されていない。

## 逸話

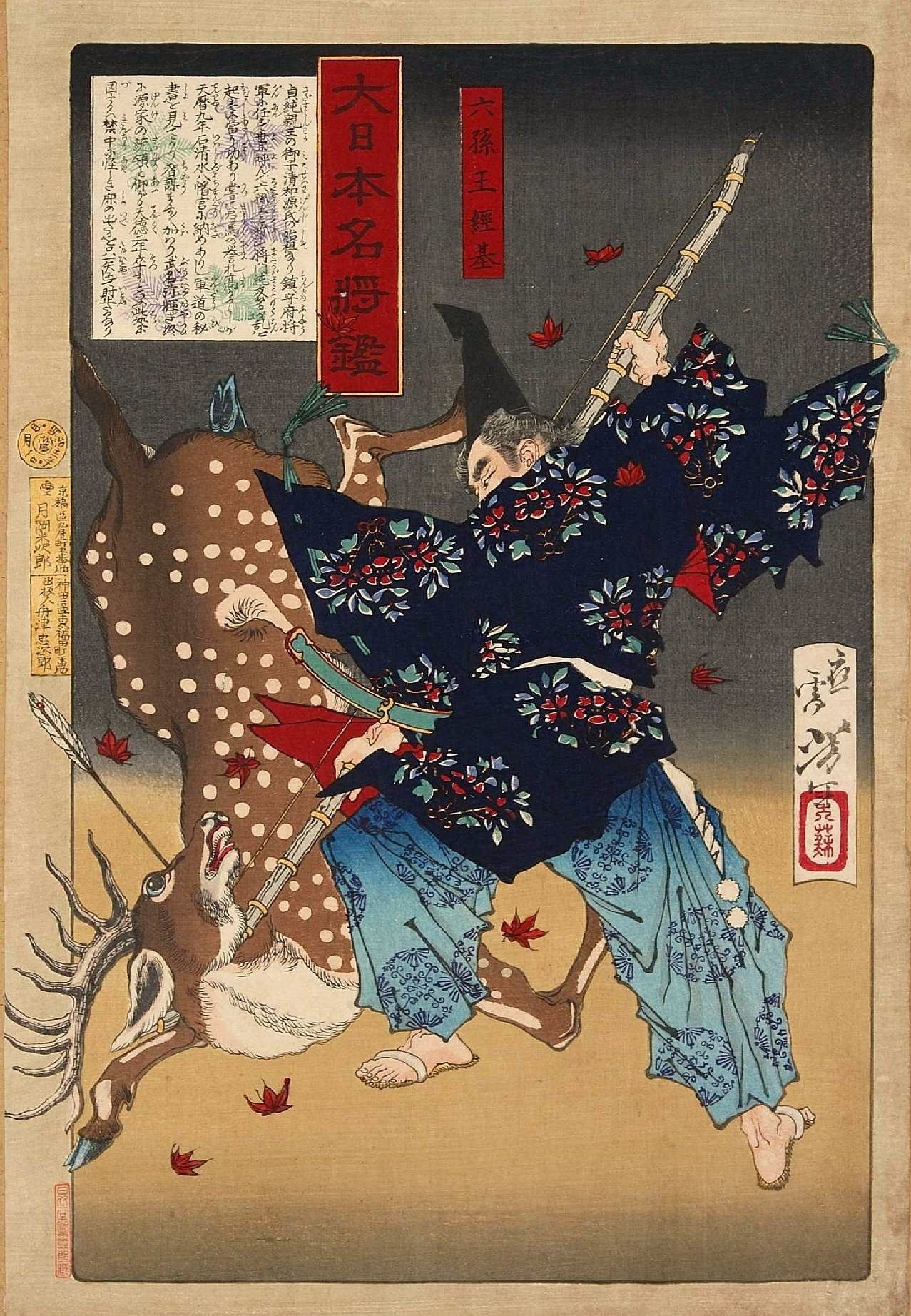
怪しい鹿を射止める源経基。月岡芳年作

- 承平2年（932年）の秋、幼い帝の楽しみのために作庭された貞観殿の中庭に突然鹿が現われ、帝が怖がって騒然となった[15]。警備が厳しい御所の中に現れるとは怪しいものに違いないと、居合わせた者が刀を抜いたが捕まらず、誰か弓にて仕留めよの声に経基が駆けつけ、一射にて見事射止めた[15]。鹿は春日大明神の従者であるのに妖怪として現れるとは氏人の中に朝廷に背く者がいるという知らせではないかと噂されたが、果たしてそのとおりの世になった、と『前太平記』は「経基射鹿事」として記している[15]。